# Samsung SPH-A503
O Samsung SPH-A503, conhecido como Drift, é um aparelho celular deslizante que oferece recursos multimídia sem fio disponível em preto ou branco. É vendido pela Helio [en], uma empresa conjunta entre a EarthLink [en] (um provedor de serviços de internet dos Estados Unidos) e a SK Telecom (uma empresa de telecomunicações móveis CDMA da Coreia do Sul). O SPH-A503 é o primeiro a ter serviços baseados em localização integrados ao dispositivo. O SPH-A503 vem carregado com uma versão do Google Mapas que usa o GPS do dispositivo para localizar o usuário em um mapa e o aplicativo Buddy Beacon que permite que os amigos compartilhem sua localização atual uns com os outros via MapQuest [en]. O SPH-A503 foi adicionado à linha da Helio em novembro de 2006.